# Върбяни (община Кривогащани)
Вижте пояснителната страница за други значения на Върбяни.
Върбяни (на македонска литературна норма: Врбјани) е село в Северна Македония, община Кривогащани.

## География
Селото е равнинно, разположено в областта Пелагония, западно от град Прилеп. Разположено е на десния бряг на река Блато.

## История
В XIX век Върбяни е изцяло българско село в Прилепска кааза на Османската империя. В „Етнография на вилаетите Адрианопол, Монастир и Салоника“, издадена в Константинопол в 1878 година и отразяваща статистиката на населението от 1873 година, Върблани (Varblani) е посочено като село с 43 домакинства и 203 жители българи.
Според статистиката на Васил Кънчов („Македония. Етнография и статистика“) от 1900 г. Върбяни наброява 364 жители, всички българи християни.
На Етнографската карта на Битолския вилает на Картографския институт в София от 1901 година Върбени е чисто българско село в Прилепската каза на Битолския санджак с 37 къщи.
В началото на XX век по-голямата част от жителите на селото са под върховенството на Българската екзархия. По данни на секретаря на екзархията Димитър Мишев („La Macédoine et sa Population Chrétienne“) през 1905 година във Върбяни има 184 българи екзархисти и 104 българи патриаршисти сърбомани. Към 1906-1907 година  екзархийски енорийски свещеник в селото е Димитрия Хр. Биджов. Учебната 1907 – 1908 година завършва без изпит и тържество в училището във Върбяни поради убийството на двама българи от сръбска страна и страха на родителите да пуснат децата си на училище.
След Хуриета, на 15 януари 1909 година прилепски граждани, събрани на митинг, изпращат телеграма до председателя на Отоманския парламент, изразявайки протест срещу различни действия на властите, включително невъзможността „болшинството българи от с. Върбяни да служат в селската черква, която държат малцинството сърбомани“.
При избухването на Балканската война трима души от Върбяни са доброволци в Македоно-одринското опълчение. След Междусъюзническата война селото попада в Сърбия.
По време на българското управление на Вардарска Македония през Първата световна война Връбяни е център на община в Прилепска околия на Битолски окръг и има 334 жители.
По време на българското управление във Вардарска Македония в годините на Втората световна война, Благой К. Николов от Прилеп е български кмет на Върбяни от 11 август 1941 година до 3 септември 1942 година. След това кмет е Борис Йорд. Георгиев от Прилеп (3 септември 1942 - неизвестно).
Според преброяването от 2002 година селото има 294 жители, всички северномакедонци.
Църквата в селото е „Свети Никола“.

## Личности
Родени във Върбяни
- Веле Диме, българин, православен, арестуван преди април 1904 година, обвинен в „присъединяване към българските бунтовници и раняването на иконома Реджеп в село Върбяни“, осъден от Извънредния съд на 5 години каторга, лежал в Битолския затвор, амнистиран с общата амнистия от 12 април 1904 година[13]
- Коста Волче, българин, православен, арестуван преди април 1904 година, обвинен в „присъединяване към българските бунтовници и раняването на иконома Реджеп в село Върбяни“, осъден от Извънредния съд на 5 години каторга, лежал в Битолския затвор, амнистиран с общата амнистия от 12 април 1904 година[14]
- Кръсте Мицев (1892 – ?), македоно-одрински опълченец, 2 рота на 6 охридска дружина[15]
- Митре Атанасов (1880 – ?), македоно-одрински опълченец, 1 рота на 6 охридска дружина, носител на орден „За храброст“ IV степен[16]
- Митре Недков (1884 – ?), македоно-одрински опълченец, 1 рота на 8 костурска дружина[17]
- Нове Диме, българин, православен, арестуван преди април 1904 година, обвинен в „присъединяване към българските бунтовници и раняването на иконома Реджеп в село Върбяни“, осъден от Извънредния съд на 5 години каторга, лежал в Битолския затвор, амнистиран с общата амнистия от 12 април 1904 година[13]
- Ордан Диме, българин, православен, арестуван преди април 1904 година, обвинен в „присъединяване към българските бунтовници и раняването на иконома Реджеп в село Върбяни“, осъден от Извънредния съд на 5 години каторга, лежал в Битолския затвор, амнистиран с общата амнистия от 12 април 1904 година[13]
- Тале Лозан, българин, православен, арестуван преди април 1904 година,[14] обвинен в „присъединяване към българските бунтовници и раняването на иконома Реджеп в село Върбяни“, осъден от Извънредния съд на 5 години каторга, лежал в Битолския затвор, амнистиран с общата амнистия от 12 април 1904 година[13]